# ارلتون-الیسبرگ (نیوجرسی)
ارلتون-الیسبرگ (به انگلیسی: Erlton-Ellisburg) یک منطقهٔ مسکونی در ایالات متحده آمریکا است که در چری هیل، نیوجرسی واقع شده‌است. ارلتون-الیسبرگ ۴٫۹ کیلومتر مربع مساحت و ۸٬۱۶۸ نفر جمعیت دارد.